# Kashif
Kashif Saleem, dit Kashif, né Michael Jones le 26 décembre 1956 à Harlem (New York) et mort le 25 septembre 2016 à Los Angeles (Californie), est un multi-instrumentiste, chanteur, compositeur et producteur américain de soul, funk et R'n'B.

## Biographie
En 1974, à 15 ans, il rejoint le groupe funk B.T. Express comme claviériste. Il a joué avec le groupe à la Maison-Blanche sur invitation du président Jimmy Carter.
Initié à l'islam par Jamal Rasool, le bassiste du groupe, il change son nom en adoptant Kashif, qui signifie "découvreur, innovateur et magicien".
En 1978, viré du groupe, il poursuit sa carrière de musicien auprès de Stephanie Mills, puis Gloria Gaynor, Nona Hendryx, Tavares ou The Four Tops entre autres.
Il fait ensuite partie du groupe Stepping Stone et cherche à le faire signer dans une maison de disques en envoyant des maquettes. Repéré par Robert Wright de RCA records, il est amené à travailler avec Evelyn "Champagne" King.
En 1981, c'est le début de leur succès avec le titre "I'm In Love".
Il est contacté ensuite par  Howard Johnson, Melba Moore et George Benson.
En 1982, il signe un contrat avec Arista Records à la suite d'un appel de Clive Davis.
En 1983, 1984 et 1986, il sera nommé 3 fois aux Grammy Awards.
Outre ses propres productions, il a notamment produit et composé des titres à succès pour Whitney Houston, Dionne Warwick, Jermaine Jackson et Johnny Kemp.
Il fait partie de ceux qui ont marqué la musique funk du début des années 1980.
En Juin 2014 et 2016, il organisait le "Kashif and Friends Black Music Month” à Los Angeles avec les performances notamment de Ray Parker Jr , Deniece Williams, Kathy Sledge, Evelyn "Champagne" King, Howard Hewett, Siedah Garrett, Leon Ware, et Howard Johnson.

## Discographie
Albums studio :
- 1983 : Kashif
- 1984 : Send Me Your Love
- 1985 : Condition of the Heart
- 1987 : Love Changes
- 1989 : Kashif
- 1998 : Who Loves You?
- 2004 : Music from My Mind